# Queen's Club Championships
I Queen's Club Championships, conosciuti come Cinch Championships o HSBC Championships per motivi di sponsorizzazione, sono un torneo di tennis annuale riservato agli uomini (fino al 2024). È giocato sui campi in erba del Queen's Club di Londra.
Dal 2015 fa parte dei tornei dell'ATP Tour 500, categoria nella quale è stato votato dai tennisti come miglior torneo nel 2015, 2016, 2018, 2022 e 2023. In passato era conosciuto anche come Stella Artois Championships (dal 1978 al 2008) e come AEGON Championships (dal 2009 al 2017) ed è stato votato dai tennisti come miglior torneo della categoria ATP Tour 250 nel 2013 e 2014. In passato si giocava la settimana seguente l'Open di Francia, mentre dal 2015 si gioca nella settimana centrale delle 3 che ora separano il Roland Garros da Wimbledon, ed è un torneo di preparazione allo Slam londinese.
Nel 2025, si gioca la prima edizione ufficiale del torneo femminile, la prima dal 1973, che fa parte della categoria WTA 500.

## Storia

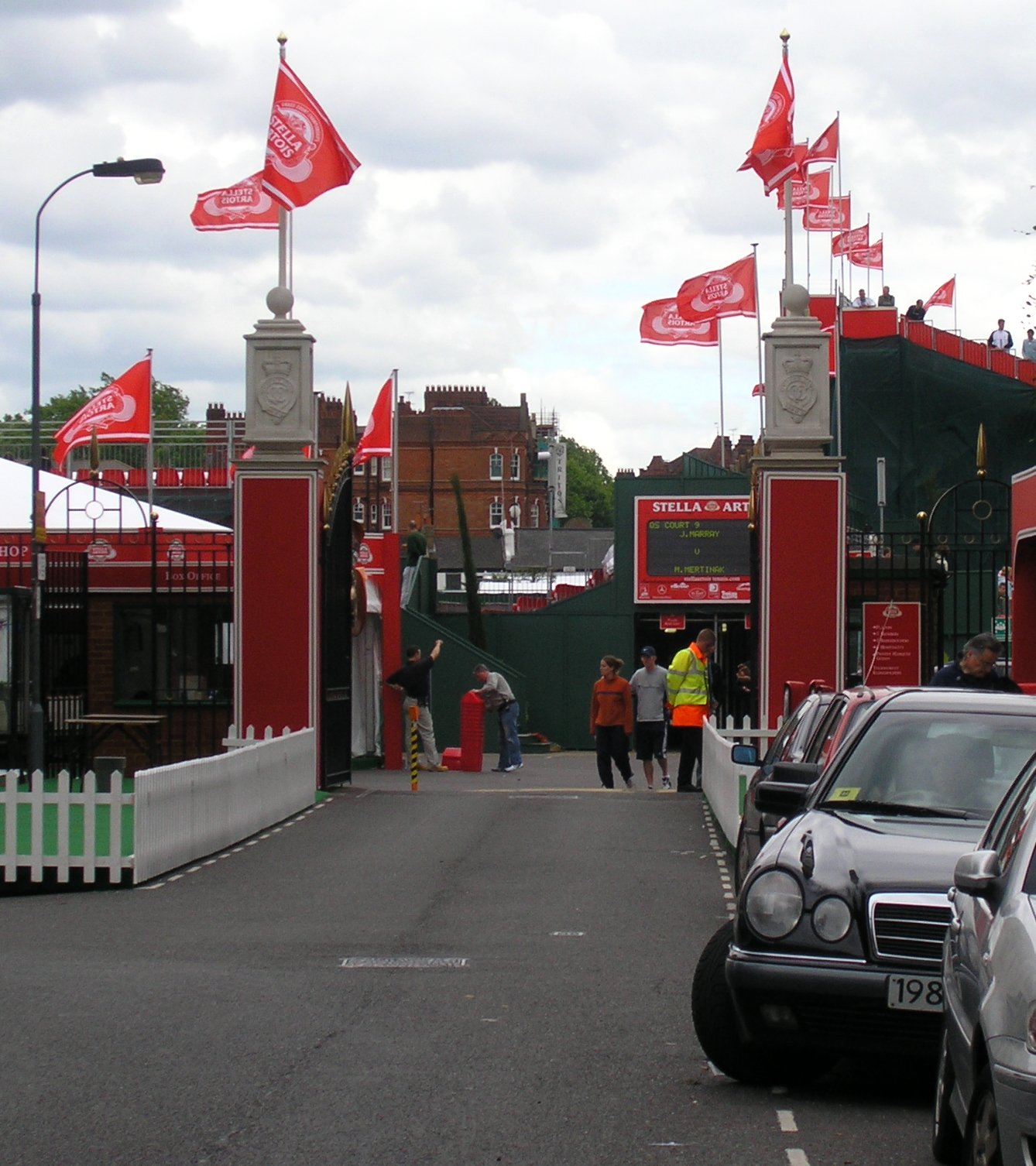
Ingresso del Queen's Club

Originariamente conosciuto come London Grass Court Championships, la prima edizione del torneo risale al 1884 quando venne disputato un torneo di tennis presso l'Athletic Club di Londra a Stamford Bridge. Un anno dopo al torneo è stato dato il nome di London Championships. In quell'occasione venne disputato sull'erba all'aperto. Nel 1890 il torneo si trasferì nella sede attuale, il torneo Queen's Club (nome che si riferisce alla regina Vittoria) aveva sia un torneo di tennis maschile, sia uno femminile. Nel 1903 venne introdotta la gara del doppio maschile, seguita nel 1905 dal doppio misto. Nel 1915 l'aggiunta del torneo del doppio femminile completò il programma.
Le due guerre mondiali hanno interrotto il torneo dal 1915 al 1918 e dal 1940 al 1946. Tra il 1970 e il 1989 il torneo faceva parte del Grand Prix. Il torneo femminile è stato sospeso dopo l'edizione del 1973 e dal 1974 al 1976 non si è disputato nessun torneo. Dal 2009 è un torneo dell'ATP World Tour 250 series e dal 2015 dell'ATP World Tour 500 series. Durante il torneo del 2004, Andy Roddick ha stabilito il record mondiale della velocità al servizio, con una prima a 246,2 km/h dei quarti di finale contro Paradorn Srichaphan.  L'edizione del 2020 non viene disputata a causa della pandemia di COVID-19. Nel 2025 il campo centrale viene intitolato a Andy Murray, che oltre ad essere uno dei Big4, detiene qui anche il record di vittorie nel singolare.

## Albo d'oro

### Singolare maschile
| Anno       | Vincitore                                 | Finalista                                 | Punteggio                             |
| ---------- | ----------------------------------------- | ----------------------------------------- | ------------------------------------- |
| 1881       | Frederick L. Rawson                       | George S. Murray-Hill                     | 6–1, 4–6, 6–2, 6–3                    |
| 1882       | Herbert Lawford (1)                       | Otway E. Woodhouse                        | 6–1, 4–6, 6–2, 6–3                    |
| 1883       | Herbert Lawford (2)                       | Edward Lake Williams                      | 6–2, 6–1, 6–0                         |
| 1884       | Herbert Lawford (3)                       | Frederick A. Bowlby                       | 6–3, 6–1, 3–6, 6–2                    |
| 1885       | Charles Hoadley Ashe Ross                 | Ernest Lewis                              | 3–6, 8–6, 1–6, 6–2, 6–3               |
| 1886       | Ernest Lewis (1)                          | Harry Grove                               | 6–4, 10–8, 6–4                        |
| 1887       | Ernest Lewis (2)                          | Harry Barlow                              | 6–2, 8–6, 6–4                         |
| 1888       | Ernest Lewis (3)                          | Harry Barlow                              | 6–0, 6–1, 6–2                         |
| 1889       | Harry Barlow (1)                          | Charles Gladstone Eames                   | 5–7, 7–5, 3–6, 6–1, 7–5               |
| 1890       | Harry Barlow (2)                          | Wilfred Baddeley                          | 3–6, 6–8, 6–1, 6–2, 6–2               |
| 1891       | Harry Barlow (3)                          | Joshua Pim                                | 6–4, 2–6, 6–0, 7–5                    |
| 1892       | Ernest Lewis (4)                          | Joshua Pim                                | 6–4, 6–4, 3–6, 4–6, 6–1               |
| 1893       | Joshua Pim                                | Harold Mahony                             | 1–6, 6–1, 6–8, 6–3                    |
| 1894       | Harold Mahony (1)                         | Harry Barlow                              | 6–2, 6–3, 6–3                         |
| 1895       | Harry Barlow (4)                          | Manliff Goodbody                          | 6–4, 7–5, 5–7, 5–7, 10–8              |
| 1896       | Harold Mahony (2)                         | Reginald Doherty                          | 11–9, 6–4, 6–4                        |
| 1897       | Laurence Doherty (1)                      | Josiah Ritchie                            | 6–2, 6–2, 6–2                         |
| 1898       | Laurence Doherty (2)                      | Harold Mahony                             | 6–3, 6–4, 9–7                         |
| 1899       | Harold Mahony (3)                         | Arthur Gore                               | 8–10, 6–2, 7–5, 6–1                   |
| 1900       | Arthur Gore                               | Arthur W. Lavy                            | 6–0, 6–2, 6–3                         |
| 1901       | Charles Dixon                             | George Greville                           | 6–1, 6–0, 4–6, 6–4                    |
| 1902       | Josiah Ritchie (1)                        | Charles Simond                            | 6–3, 6–4, 6–0                         |
| 1903       | George Greville                           | Charles Simond                            | 6–1, 6–4, 7–9, 5–7, 6–4               |
| 1904       | Josiah Ritchie (2)                        | Harold Mahony                             | 6–3, 6–1, 6–1                         |
| 1905       | Holcombe Ward                             | Beals Wright                              | walkover                              |
| 1906       | Josiah Ritchie (3)                        | John Mason Flavelle                       | 6–0, 6–1, 7–5                         |
| 1907       | Anthony Wilding (1)                       | Josiah Ritchie                            | 6–2, 6–1, 6–0                         |
| 1908       | Kenneth Powell                            | Josiah Ritchie                            | 6–4, 3–3 ritiro                       |
| 1909       | Josiah Ritchie (4)                        | Harry Parker                              | 11–13, 6–4, 6–1, 6–0                  |
| 1910       | Anthony Wilding (2)                       | Josiah Ritchie                            | 6–4, 6–3, 2–0 ritiro                  |
| 1911       | Anthony Wilding (3)                       | Alfred Beamish                            | 7–5, 6–2, 6–3                         |
| 1912       | Anthony Wilding (4)                       | Otto Froitzheim                           | walkover                              |
| 1913       | Arthur Lowe (1)                           | Wallace Ford Johnson                      | 7–5, 6–4, 4–6, 4–6, 6–4               |
| 1914       | Arthur Lowe (2)                           | Percival Davson                           | 6–2, 7–5, 6–4                         |
| 1915-18    | Non disputato                             | Non disputato                             | Non disputato                         |
| 1919       | Pat O'Hara Wood                           | Louis Raymond                             | 6–4, 6–0, 2–6, 7–5                    |
| 1920       | Bill Johnston                             | William Tilden                            | 4–6, 6–2, 6–4                         |
| 1921       | Zenzo Shimizu                             | Mohammed Sleem                            | 6–2, 6–0                              |
| 1922       | Henry Mayes (1)                           | Donald Greig                              | 6–8, 6–2, 6–2, 6–1                    |
| 1923       | Vincent Richards                          | Sydney Jacob                              | 6–2, 6–2                              |
| 1924       | Algernon Kingscote                        | Arthur Lowe                               | 3–6, 8–6, 6–3, 6–2                    |
| 1925       | Arthur Lowe (3)                           | Henry Mayes                               | 6–2, 9–7                              |
| 1926       | Henry Mayes (2)                           | Arthur Lowe                               | 6–3, 6–2                              |
| 1927       | Henry Mayes (3)                           | D.M. Evans                                | 6–3, 6–3                              |
| 1928       | William Tilden (1)                        | Francis Hunter                            | 6–3, 6–2, 6–1                         |
| 1929       | William Tilden (2) / Francis Hunter       | William Tilden (2) / Francis Hunter       | titolo condiviso                      |
| 1930       | Wilmer Allison (1)                        | Gregory Mangin                            | 6–4, 8–6                              |
| 1931       | John Olliff                               | Edward Avory                              | 3–6, 6–4, 6–2                         |
| 1932       | Jack Crawford                             | Hendrik Timmer                            | 1–6, 6–3, 6–3, 6–4                    |
| 1933       | Ellsworth Vines / Lester Stoefen          | Ellsworth Vines / Lester Stoefen          | titolo condiviso                      |
| 1934       | Sidney Wood                               | Frank Shields                             | 6–4, 6–3                              |
| 1935       | Wilmer Allison (2) / D L Jones            | Wilmer Allison (2) / D L Jones            | titolo condiviso                      |
| 1936       | Donald Budge (1)                          | David P. Jones                            | 6–4, 6–3                              |
| 1937       | Donald Budge (2)                          | Bunny Austin                              | 6–1, 6–2                              |
| 1938       | Bunny Austin                              | Kho Sin Kie                               | 6–2, 6–0                              |
| 1939       | Gottfried von Cramm                       | Ghaus Mohammad                            | 6–1, 6–3                              |
| 1940- 1945 | non disputato                             | non disputato                             | non disputato                         |
| 1946       | Pancho Segura                             | Colin Long                                | 6–4, 7–5                              |
| 1947       | Robert Falkenburg (1)                     | Colin Long                                | 6–4, 7–5                              |
| 1948       | Robert Falkenburg (2) / Eric Sturgess (1) | Robert Falkenburg (2) / Eric Sturgess (1) | titolo condiviso                      |
| 1949       | Ted Schroeder                             | Gardnar Mulloy                            | 8–6, 6–0                              |
| 1950       | John Bromwich                             | Arthur Larsen                             | 6–2, 6–4                              |
| 1951       | Eric Sturgess (2)                         | Frank Sedgman                             | 6–4, 5–7, 6–2                         |
| 1952       | Frank Sedgman                             | Mervyn Rose                               | 10–8, 6–2                             |
| 1953       | Lew Hoad (1)                              | Ken Rosewall                              | 8–6, 10–8                             |
| 1954       | Lew Hoad (2)                              | Mervyn Rose                               | 8–6, 6–4                              |
| 1955       | Ken Rosewall                              | Lew Hoad                                  | 6–2, 6–3                              |
| 1956       | Neale Fraser                              | Ken Rosewall                              | 7–5, 3–6, 9–7                         |
| 1957       | Ashley Cooper                             | Neale Fraser                              | 6–8, 6–2, 6–3                         |
| 1958       | Malcolm Anderson                          | Bob Mark                                  | 1–6, 11–9, 6–3                        |
| 1959       | Ramanathan Krishnan                       | Neale Fraser                              | 6–3, 6–0                              |
| 1960       | Andrés Gimeno                             | Roy Emerson                               | 8–6, 6–3                              |
| 1961       | Bob Hewitt                                | Robert McKinley                           | 6–2, 6–3                              |
| 1962       | Rod Laver (1)                             | Roy Emerson                               | 6–4, 7–5                              |
| 1963       | Roy Emerson (1)                           | Owen Davidson                             | 6–1, 6–2                              |
| 1964       | Roy Emerson (2)                           | Toomas Leius                              | 12–10, 6–4                            |
| 1965       | Roy Emerson (3)                           | Dennis Ralston                            | walkover                              |
| 1966       | Roy Emerson (4)                           | Tony Roche                                | walkover                              |
| 1967       | John Newcombe                             | Roger Taylor                              | 7–5, 6–3                              |
| 1968       | Clark Graebner / Tom Okker                | Clark Graebner / Tom Okker                | Titolo condiviso                      |
| 1969       | Fred Stolle                               | John Newcombe                             | 6–3, 22–20                            |
| 1970       | Rod Laver (2)                             | John Newcombe                             | 6–4, 6–3                              |
| 1971       | Stan Smith                                | John Newcombe                             | 8–6, 6–3                              |
| 1972       | Jimmy Connors (1)                         | John Paish                                | 6–2, 6–3                              |
| 1973       | Ilie Năstase                              | Roger Taylor                              | 9–8, 6–3                              |
| 1974- 1976 | Non disputato                             | Non disputato                             | Non disputato                         |
| 1977       | Raúl Ramírez                              | Mark Cox                                  | 9–7, 7–5                              |
| 1978       | Tony Roche                                | John McEnroe                              | 8–6, 9–7                              |
| 1979       | John McEnroe (1)                          | Víctor Pecci                              | 6–7, 6–1, 6–1                         |
| 1980       | John McEnroe (2)                          | Kim Warwick                               | 6–3, 6–1                              |
| 1981       | John McEnroe (3)                          | Brian Gottfried                           | 7–6, 7–5                              |
| 1982       | Jimmy Connors (2)                         | John McEnroe                              | 7–5, 6–3                              |
| 1983       | Jimmy Connors (3)                         | John McEnroe                              | 6–3, 6–3                              |
| 1984       | John McEnroe (4)                          | Leif Shiras                               | 6–1, 3–6, 6–2                         |
| 1985       | Boris Becker (1)                          | Johan Kriek                               | 6–2, 6–3                              |
| 1986       | Tim Mayotte                               | Jimmy Connors                             | 6–4, 2–1 (ritiro)                     |
| 1987       | Boris Becker (2)                          | Jimmy Connors                             | 6–7, 6–3, 6–4                         |
| 1988       | Boris Becker (3)                          | Stefan Edberg                             | 6–1, 3–6, 6–3                         |
| 1989       | Ivan Lendl (1)                            | Christo van Rensburg                      | 4–6, 6–3, 6–4                         |
| 1990       | Ivan Lendl (2)                            | Boris Becker                              | 6–3, 6–2                              |
| 1991       | Stefan Edberg                             | David Wheaton                             | 6–2, 6–3                              |
| 1992       | Wayne Ferreira                            | Shūzō Matsuoka                            | 6–3, 6–4                              |
| 1993       | Michael Stich                             | Wayne Ferreira                            | 6–3, 6–4                              |
| 1994       | Todd Martin                               | Pete Sampras                              | 7–6(4), 7–6(4)                        |
| 1995       | Pete Sampras (1)                          | Guy Forget                                | 7–6(3), 7–6(6)                        |
| 1996       | Boris Becker (4)                          | Stefan Edberg                             | 6–4, 7–6(3)                           |
| 1997       | Mark Philippoussis                        | Goran Ivanišević                          | 7–5, 6–3                              |
| 1998       | Scott Draper                              | Laurence Tieleman                         | 7–6(5), 6–4                           |
| 1999       | Pete Sampras (2)                          | Tim Henman                                | 6(1)–7, 6–4, 7–6(4)                   |
| 2000       | Lleyton Hewitt (1)                        | Pete Sampras                              | 6–4, 6–4                              |
| 2001       | Lleyton Hewitt (2)                        | Tim Henman                                | 7–6(3), 7–6(3)                        |
| 2002       | Lleyton Hewitt (3)                        | Tim Henman                                | 4–6, 6–1, 6–4                         |
| 2003       | Andy Roddick (1)                          | Sébastien Grosjean                        | 6–3, 6–3                              |
| 2004       | Andy Roddick (2)                          | Sébastien Grosjean                        | 7–6(4), 6–4                           |
| 2005       | Andy Roddick (3)                          | Ivo Karlović                              | 7–6(7), 7–6(4)                        |
| 2006       | Lleyton Hewitt (4)                        | James Blake                               | 6–4, 6–4                              |
| 2007       | Andy Roddick (4)                          | Nicolas Mahut                             | 4–6, 7–6(7), 7–6(2)                   |
| 2008       | Rafael Nadal                              | Novak Đoković                             | 7–6(6), 7–5                           |
| 2009       | Andy Murray (1)                           | James Blake                               | 7–5, 6–4                              |
| 2010       | Sam Querrey                               | Mardy Fish                                | 7–6(3), 7–5                           |
| 2011       | Andy Murray (2)                           | Jo-Wilfried Tsonga                        | 3–6, 7–6(2), 6–4                      |
| 2012       | Marin Čilić (1)                           | David Nalbandian                          | 6(3)–7, 4–3 def                       |
| 2013       | Andy Murray (3)                           | Marin Čilić                               | 5–7, 7–5, 6–3                         |
| 2014       | Grigor Dimitrov                           | Feliciano López                           | 6(8)–7, 7–6(1), 7–6(6)                |
| 2015       | Andy Murray (4)                           | Kevin Anderson                            | 6–3, 6–4                              |
| 2016       | Andy Murray (5)                           | Milos Raonic                              | 6(5)–7, 6–4, 6–3                      |
| 2017       | Feliciano López (1)                       | Marin Čilić                               | 4–6, 7–6(2), 7–6(8)                   |
| 2018       | Marin Čilić (2)                           | Novak Đoković                             | 5–7, 7–6(4), 6–3                      |
| 2019       | Feliciano López (2)                       | Gilles Simon                              | 6–2, 6(4)–7, 7–6(2)                   |
| 2020       | Annullato per pandemia di Coronavirus     | Annullato per pandemia di Coronavirus     | Annullato per pandemia di Coronavirus |
| 2021       | Matteo Berrettini (1)                     | Cameron Norrie                            | 6–4, 6(5)–7, 6–3                      |
| 2022       | Matteo Berrettini (2)                     | Filip Krajinović                          | 7–5, 6–4                              |
| 2023       | Carlos Alcaraz (1)                        | Alex de Minaur                            | 6–4, 6–4                              |
| 2024       | Tommy Paul                                | Lorenzo Musetti                           | 6–1, 7–6(8)                           |
| 2025       | Carlos Alcaraz (2)                        | Jiří Lehečka                              | 7–5, 6(5)–7, 6–2                      |

### Doppio maschile
Dal 1969
| Anno       | Campione                                         | Finalista                                        | Punteggio                                        |
| ---------- | ------------------------------------------------ | ------------------------------------------------ | ------------------------------------------------ |
| 1969       | Owen Davidson Dennis Ralston                     | Ove Nils Bengtson Thomaz Koch                    | 7–5, 6–3                                         |
| 1970       | Tom Okker (1) Marty Riessen (1)                  | Arthur Ashe Charlie Pasarell                     | 6–4, 6–4                                         |
| 1971       | Tom Okker (2) Marty Riessen (2)                  | Stan Smith Erik Van Dillen                       | 8–6, 4–6, 10–8                                   |
| 1972       | Jim McManus Jim Osborne                          | Jürgen Fassbender Karl Meiler                    | 4–6, 6–3, 7–5                                    |
| 1973       | Tom Okker (3) Marty Riessen (3)                  | Ray Keldie Raymond Moore                         | 6–4, 7–5                                         |
| 1974- 1976 | Non disputato                                    | Non disputato                                    | Non disputato                                    |
| 1977       | Anand Amritraj Vijay Amritraj                    | John Lloyd David Lloyd                           | 6–1, 6–2                                         |
| 1978       | Bob Hewitt Frew McMillan                         | Fred McNair Raúl Ramírez                         | 6–2, 7–5                                         |
| 1979       | Tim Gullikson Tom Gullikson                      | Marty Riessen Sherwood Stewart                   | 6–4, 6–4                                         |
| 1980       | Rod Frawley Geoff Masters                        | Paul McNamee Sherwood Stewart                    | 6–2, 4–6, 11–9                                   |
| 1981       | Pat Du Pré Brian Teacher                         | Kevin Curren Steve Denton                        | 3–6, 7–6, 11–9                                   |
| 1982       | John McEnroe Peter Rennert                       | Victor Amaya Hank Pfister                        | 7–6, 7–5                                         |
| 1983       | Brian Gottfried Paul McNamee (1)                 | Kevin Curren Steve Denton                        | 6–4, 6–3                                         |
| 1984       | Pat Cash Paul McNamee (2)                        | Bernard Mitton Butch Walts                       | 6–4, 6–3                                         |
| 1985       | Ken Flach (1) Robert Seguso (2)                  | Pat Cash John Fitzgerald                         | 3–6, 6–3, 16–14                                  |
| 1986       | Kevin Curren (1) Guy Forget (1)                  | Darren Cahill Mark Kratzmann                     | 6–2, 7–6                                         |
| 1987       | Guy Forget (2) Yannick Noah                      | Rick Leach Tim Pawsat                            | 6–4, 6–4                                         |
| 1988       | Ken Flach (2) Robert Seguso (2)                  | Pieter Aldrich Danie Visser                      | 6–2, 7–6                                         |
| 1989       | Darren Cahill Mark Kratzmann                     | Tim Pawsat Laurie Warder                         | 7–6, 6–3                                         |
| 1990       | Jeremy Bates Kevin Curren (2)                    | Henri Leconte Ivan Lendl                         | 6–2, 7–6                                         |
| 1991       | Todd Woodbridge (1) Mark Woodforde (1)           | Grant Connell Glenn Michibata                    | 6–4, 7–6                                         |
| 1992       | John Fitzgerald Anders Järryd                    | Goran Ivanišević Diego Nargiso                   | 6–4, 7–6                                         |
| 1993       | Todd Woodbridge (2) Mark Woodforde (2)           | Neil Broad Gary Muller                           | 6–7, 6–3, 6–4                                    |
| 1994       | Jan Apell Jonas Björkman                         | Todd Woodbridge Mark Woodforde                   | 3–6, 7–6, 6–4                                    |
| 1995       | Todd Martin Pete Sampras                         | Jan Apell Jonas Björkman                         | 7–6, 6–4                                         |
| 1996       | Todd Woodbridge (3) Mark Woodforde (3)           | Sébastien Lareau Alex O'Brien                    | 6–3, 7–6                                         |
| 1997       | Mark Philippoussis Patrick Rafter                | Sandon Stolle Cyril Suk                          | 6–2, 4–6, 7–5                                    |
| 1998       | finale cancellata per le condizioni atmosferiche | finale cancellata per le condizioni atmosferiche | finale cancellata per le condizioni atmosferiche |
| 1999       | Sébastien Lareau Alex O'Brien                    | Todd Woodbridge Mark Woodforde                   | 6–3, 7–6(3)                                      |
| 2000       | Todd Woodbridge (4) Mark Woodforde (4)           | Jonathan Stark Eric Taino                        | 6(5)–7, 6–3, 7–6(1)                              |
| 2001       | Bob Bryan (1) Mike Bryan (1)                     | Eric Taino David Wheaton                         | 6–3, 3–6, 6–1                                    |
| 2002       | Wayne Black Kevin Ullyett (1)                    | Mahesh Bhupathi Maks Mirny                       | 7–5, 6–3                                         |
| 2003       | Mark Knowles (1) Daniel Nestor (1)               | Mahesh Bhupathi Maks Mirny                       | 5–7, 6–4, 7–6(3)                                 |
| 2004       | Bob Bryan (2) Mike Bryan (2)                     | Mark Knowles Daniel Nestor                       | 6–4, 6–4                                         |
| 2005       | Bob Bryan (3) Mike Bryan (3)                     | Jonas Björkman Maks Mirny                        | 7–6(9), 7–6(4)                                   |
| 2006       | Paul Hanley Kevin Ullyett (2)                    | Jonas Björkman Maks Mirny                        | 6–4, 3–6, [10–8]                                 |
| 2007       | Mark Knowles (2) Daniel Nestor (2)               | Bob Bryan Mike Bryan                             | 7–6(4), 7–5                                      |
| 2008       | Daniel Nestor (3) Nenad Zimonjić                 | Marcelo Melo André Sá                            | 6–4, 7–6(3)                                      |
| 2009       | Wesley Moodie Michail Južnyj                     | Marcelo Melo André Sá                            | 6–4, 4–6, [10–6]                                 |
| 2010       | Novak Đoković Jonathan Erlich                    | Karol Beck David Škoch                           | 6(6)–7, 6–2, [10–3]                              |
| 2011       | Bob Bryan (4) Mike Bryan (4)                     | Mahesh Bhupathi Leander Paes                     | 6(2)–7, 7–6(4), [10–6]                           |
| 2012       | Maks Mirny Daniel Nestor (4)                     | Bob Bryan Mike Bryan                             | 6–3, 6–4                                         |
| 2013       | Bob Bryan (5) Mike Bryan (5)                     | Alexander Peya Bruno Soares                      | 4–6, 7–5, [10–3]                                 |
| 2014       | Alexander Peya Bruno Soares (1)                  | Jamie Murray John Peers                          | 4–6, 7–6(4), [10–4]                              |
| 2015       | Pierre-Hugues Herbert (1) Nicolas Mahut (1)      | Marcin Matkowski Nenad Zimonjić                  | 6–2, 6–2                                         |
| 2016       | Pierre-Hugues Herbert (2) Nicolas Mahut (2)      | Chris Guccione André Sá                          | 6–3, 7–6(5)                                      |
| 2017       | Jamie Murray Bruno Soares (2)                    | Julien Benneteau Édouard Roger-Vasselin          | 6–2, 6–3                                         |
| 2018       | Henri Kontinen John Peers                        | Jamie Murray Bruno Soares                        | 6–4, 6–3                                         |
| 2019       | Feliciano López Andy Murray                      | Rajeev Ram Joe Salisbury                         | 7–6(6), 5–7, [10–5]                              |
| 2020       | Annullato per pandemia di Coronavirus            | Annullato per pandemia di Coronavirus            | Annullato per pandemia di Coronavirus            |
| 2021       | Pierre-Hugues Herbert (3) Nicolas Mahut (3)      | Reilly Opelka John Peers                         | 6–4, 7–5                                         |
| 2022       | Nikola Mektić Mate Pavić                         | Lloyd Glasspool Harri Heliövaara                 | 3–6, 7–6(3), [10–6]                              |
| 2023       | Ivan Dodig Austin Krajicek                       | Taylor Fritz Jiří Lehečka                        | 6–4, 6(5)–7, [10–3]                              |
| 2024       | Neal Skupski Michael Venus                       | Taylor Fritz Karen Chačanov                      | 4–6, 7–6(5), [10–8]                              |
| 2025       | Lloyd Glasspool Julian Cash                      | Nikola Mektić Michael Venus                      | 6–3, 6(5)–7, [10–6]                              |

### Singolare femminile
| Località | Anno       | Categoria                  | Campionessa                                    | Finalista                                      | Punteggio          |
| -------- | ---------- | -------------------------- | ---------------------------------------------- | ---------------------------------------------- | ------------------ |
| Fulham   | 1881       | Tornei di tennis femminili | M. Raikes                                      | Miss Burleigh                                  | 5–0, 5–2           |
| Fulham   | 1882- 1883 | Non disputato              | Non disputato                                  | Non disputato                                  | Non disputato      |
| Fulham   | 1884       | Tornei di tennis femminili | Maud Watson (1)                                | Edith Coleridge Cole                           | 6–4, 6–2, 2–6, 6–1 |
| Fulham   | 1885       | Tornei di tennis femminili | Maud Watson (2)                                | Lilian Watson                                  | 6–2, 6–3           |
| Fulham   | 1886       | Tornei di tennis femminili | Blanche Bingley Hillyard (1)                   | Edith Davies                                   | 6–1, 6–1           |
| Fulham   | 1887       | Tornei di tennis femminili | Blanche Bingley Hillyard (2)                   | B. James                                       | 6–4, 6–3           |
| Fulham   | 1888       | Tornei di tennis femminili | Blanche Bingley Hillyard (3)                   | May Jacks                                      | 6–4, 6–3           |
| Fulham   | 1889       | Tornei di tennis femminili | May Jacks (1)                                  | Maud Shackle                                   | 6–2, 6–1           |
| Londra   | 1890       | Tornei di tennis femminili | May Jacks (2)                                  | Maud Shackle                                   | 6–2, 6–1           |
| Londra   | 1891       | Tornei di tennis femminili | Maud Shackle (1)                               | May Jacks                                      | 6–2, 4–6, 6–3      |
| Londra   | 1892       | Tornei di tennis femminili | Maud Shackle (2)                               | Edith Austin                                   | 6–2, 6–3           |
| Londra   | 1893       | Tornei di tennis femminili | Maud Shackle (3)                               | Edith Austin                                   | 6–2, 6–1           |
| Londra   | 1894       | Tornei di tennis femminili | Edith Austin (1)                               | Maud Shackle                                   | 8–6, 11–9          |
| Londra   | 1895       | Tornei di tennis femminili | Maud Shackle (4)                               | Edith Austin                                   | 6–2, 7–5           |
| Londra   | 1896       | Tornei di tennis femminili | Charlotte Cooper (1)                           | Agatha Templeman                               |                    |
| Londra   | 1897       | Tornei di tennis femminili | Charlotte Cooper (2)                           | Edith Austin                                   | 2–6, 6–2, 6–2      |
| Londra   | 1898       | Tornei di tennis femminili | Charlotte Cooper (3)                           | Edith Austin                                   | 6–4, 3–6, 8–6      |
| Londra   | 1899       | Tornei di tennis femminili | Edith Austin (2)                               | Charlotte Cooper                               | 12–10, 2–6, 9–?    |
| Londra   | 1900       | Tornei di tennis femminili | Charlotte Cooper (4)                           | Edith Austin Greville                          |                    |
| Londra   | 1901       | Tornei di tennis femminili | Edith Austin Greville (3)                      | Ethel Thomson                                  | 6–1, 6–1           |
| Londra   | 1902       | Tornei di tennis femminili | Charlotte Cooper Sterry (5)                    | Ruth Durlacher                                 |                    |
| Londra   | 1903       | Tornei di tennis femminili | Agnes Morton (1)                               | Edith Austin Greville                          |                    |
| Londra   | 1904       | Tornei di tennis femminili | Agnes Morton (2)                               | Ellen Stawell-Brown                            |                    |
| Londra   | 1905       | Tornei di tennis femminili | Ethel Thomson (1)                              | Edith Austin Greville                          |                    |
| Londra   | 1906       | Tornei di tennis femminili | Ethel Thomson (2)                              | Mildred Coles                                  |                    |
| Londra   | 1907       | Tornei di tennis femminili | Violet Pinckney (1)                            | Dorothea Lambert Chambers                      | 2–6, 6–3, 6–4      |
| Londra   | 1908       | Tornei di tennis femminili | Violet Pinckney (2)                            | Dorothea Lambert Chambers                      | 6–3, 6–2           |
| Londra   | 1909       | Tornei di tennis femminili | Aurea Edgington                                | Madeline Fisher O'Neill                        |                    |
| Londra   | 1910       | Tornei di tennis femminili | Gladys Lamplough                               | Edith Johnson                                  |                    |
| Londra   | 1911       | Tornei di tennis femminili | Mildred Coles                                  | Agnes Mortonn                                  |                    |
| Londra   | 1912       | Tornei di tennis femminili | Ethel Larcombe (1)                             | Dorothy Holman                                 | 6–1, 6–0           |
| Londra   | 1913       | Tornei di tennis femminili | Ethel Larcombe (2)                             | Aurea Edgington                                |                    |
| Londra   | 1914       | Tornei di tennis femminili | Ethel Larcombe (3)                             | Beryl Tulloch                                  |                    |
| Londra   | 1915-18    | Non disputato              | Non disputato                                  | Non disputato                                  | Non disputato      |
| Londra   | 1919       | Tornei di tennis femminili | Ethel Larcombe (4)                             | Dorothy Holman                                 | 6–4, 8–6           |
| Londra   | 1920       | Tornei di tennis femminili | Dorothy Holman                                 | Ethel Larcombe                                 | w.o.               |
| Londra   | 1921       | Tornei di tennis femminili | Mabel Clayton (1)                              | Dorothy Holman                                 |                    |
| Londra   | 1922       | Tornei di tennis femminili | Mabel Clayton (2)                              | W. Keays                                       |                    |
| Londra   | 1923       | Tornei di tennis femminili | Elizabeth Ryan (1)                             | Geraldine Beamish                              | 6–2, 1–6, 6–2      |
| Londra   | 1924       | Tornei di tennis femminili | Elizabeth Ryan (2)                             | Doris Covell Craddock                          |                    |
| Londra   | 1925       | Tornei di tennis femminili | Elizabeth Ryan (3)                             | Ermyntrude Harvey                              | 6–0, 6–1           |
| Londra   | 1926       | Tornei di tennis femminili | Dorothy Kemmis-Betty (1)                       | Eileen Bennett                                 | 7–5, 6–2           |
| Londra   | 1927       | Tornei di tennis femminili | Dorothy Kemmis-Betty (2)                       | Enid Head Broadbridge                          | 6–0, 6–1           |
| Londra   | 1928       | Tornei di tennis femminili | Joan Ridley                                    | Hélène Contostavlos                            | 4–6, 6–1, 6–0      |
| Londra   | 1929       | Tornei di tennis femminili | Elizabeth Ryan (4)                             | Elsie Goldsack                                 | 6–2, 2–6, 6–2      |
| Londra   | 1930       | Tornei di tennis femminili | Madge List                                     | Margaret McKane Stocks                         | 6–1, 6–3           |
| Londra   | 1931       | Tornei di tennis femminili | Elsie Goldsack Pittman (1)                     | Kitty McKane Godfree                           | 9–7, 6–4           |
| Londra   | 1932       | Tornei di tennis femminili | Dorothy Andrus                                 | Jadwiga Jędrzejowska                           | 1–6, 7–5, 6–4      |
| Londra   | 1933       | Tornei di tennis femminili | Elsie Goldsack Pittman (2) / Helen Wills Moody | Elsie Goldsack Pittman (2) / Helen Wills Moody | titolo condiviso   |
| Londra   | 1934       | Tornei di tennis femminili | Jacqueline Goldschmidt                         | Dorothy Andrus                                 | 5–7, 6–2, 6–0      |
| Londra   | 1935       | Tornei di tennis femminili | Anita Lizana / Sylvie Jung Henrotin            | Anita Lizana / Sylvie Jung Henrotin            | titolo condiviso   |
| Londra   | 1936       | Tornei di tennis femminili | Jadwiga Jędrzejowska (1)                       | Susan Noel                                     | 6–2, 6–4           |
| Londra   | 1937       | Tornei di tennis femminili | Jadwiga Jędrzejowska (2)                       | Kay Stammers                                   | 6–3, 6–0           |
| Londra   | 1938       | Tornei di tennis femminili | Jadwiga Jędrzejowska (3)                       | Hilde Krahwinkel Sperling                      | 6–3, 6–0           |
| Londra   | 1939       | Tornei di tennis femminili | Jadwiga Jędrzejowska (4)                       | Hilde Krahwinkel Sperling                      | 6–1, 6–4           |
| Londra   | 1940- 1945 | non disputato              | non disputato                                  | non disputato                                  | non disputato      |
| Londra   | 1946       | Tornei di tennis femminili | Doris Hart (1)                                 | Margaret Osborne                               | 6–8, 6–3, 6–3      |
| Londra   | 1947       | Tornei di tennis femminili | Doris Hart (2)                                 | Margaret Osborne                               | 6–4, 6–0           |
| Londra   | 1948       | Tornei di tennis femminili | Doris Hart (3) / Margaret Osborne              | Doris Hart (3) / Margaret Osborne              | titolo condiviso   |
| Londra   | 1949       | Tornei di tennis femminili | Louise Brough (1)                              | Margaret Osborne                               | 3–6, 6–1, 6–3      |
| Londra   | 1950       | Tornei di tennis femminili | Doris Hart (4)                                 | Margaret Osborne                               | 4–6, 6–4, 6–4      |
| Londra   | 1951       | Tornei di tennis femminili | Shirley Fry (1)                                | Nancy Chaffee                                  | 6–3, 8–6           |
| Londra   | 1952       | Tornei di tennis femminili | Hazel Redick-Smith                             | Elizabeth Wilford                              | 7–5, 6–1           |
| Londra   | 1953       | Tornei di tennis femminili | Jean Rinkel-Quertier                           | Heather Brewer                                 | 6–1, 4–6, 6–2      |
| Londra   | 1954       | Tornei di tennis femminili | Louise Brough (2)                              | Shirley Fry                                    | 6–1, 6–4           |
| Londra   | 1955       | Tornei di tennis femminili | Louise Brough (3)                              | Jean Forbes                                    | 6–3, 6–1           |
| Londra   | 1956       | Tornei di tennis femminili | Angela Buxton                                  | Patricia Ward                                  | 6–4, 6–0           |
| Londra   | 1957       | Tornei di tennis femminili | Mimi Arnold                                    | Zsuzsa Körmöczy                                | 6–1, 5–7, 6–3      |
| Londra   | 1958       | Tornei di tennis femminili | Bernice Carr                                   | Margaret Varner                                | 6–4, 5–7, 8–6      |
| Londra   | 1959       | Tornei di tennis femminili | Yola Ramírez                                   | Christiane Mercelis                            | 2–6, 6–1, 6–3      |
| Londra   | 1960       | Tornei di tennis femminili | Christine Truman                               | Karen Hantze Susman                            | 6–4, 6–3           |
| Londra   | 1961       | Tornei di tennis femminili | Margaret Smith (1)                             | Nancy Richey                                   | 6–0, 4–6, 6–2      |
| Londra   | 1962       | Tornei di tennis femminili | Rita Bentley                                   | Lorna Cornell                                  | 7–5, 7–5           |
| Londra   | 1963       | Tornei di tennis femminili | Robyn Ebbern                                   | Rita Bentley                                   | 6–3, 6–3           |
| Londra   | 1964       | Tornei di tennis femminili | Margaret Smith (2)                             | Ann Haydon-Jones                               | 6–3, 6–2           |
| Londra   | 1965       | Tornei di tennis femminili | Annette Van Zyl                                | Christine Truman                               | 6–3, 4–6, 6–4      |
| Londra   | 1966       | Tornei di tennis femminili | Françoise Dürr                                 | Judy Tegart                                    | 4–6, 6–3, 7–5      |
| Londra   | 1967       | Tornei di tennis femminili | Nancy Richey (1)                               | Kerry Melville                                 | 2–6, 6–2, 6–4      |
| Londra   | 1968       | Tornei di tennis femminili | Ann Haydon-Jones (1) / Nancy Richey (2)        | Ann Haydon-Jones (1) / Nancy Richey (2)        | titolo condiviso   |
| Londra   | 1969       | Tornei di tennis femminili | Ann Haydon-Jones (2)                           | Winnie Shaw                                    | 6–0, 6–1           |
| Londra   | 1970       | Tornei di tennis femminili | Margaret Smith Court (3)                       | Winnie Shaw                                    | 2–6, 8–6, 6–2      |
| Londra   | 1971       | Tornei di tennis femminili | Margaret Smith Court (4)                       | Billie Jean King                               | 6–3, 3–6, 6–3      |
| Londra   | 1972       | Tornei di tennis femminili | Chris Evert                                    | Karen Krantzcke                                | 6–4, 6–0           |
| Londra   | 1973       | Tornei di tennis femminili | Ol'ga Vasil'evna Morozova                      | Evonne Goolagong                               | 6–2, 6–3           |
| Londra   | 1974- 2024 | Non disputato              | Non disputato                                  | Non disputato                                  | Non disputato      |
| Londra   | 2025       | WTA 500                    | Tatjana Maria                                  | Amanda Anisimova                               | 6–3, 6–4           |

### Doppio femminile
Dal 1971
| Anno       | Categoria                  | Campionesse                           | Finaliste                                | Punteggio           |
| ---------- | -------------------------- | ------------------------------------- | ---------------------------------------- | ------------------- |
| 1971       | Tornei di tennis femminili | Rosie Casals (1) Billie Jean King (1) | Mary-Ann Eisel Curtis Valerie Ziegenfuss | 6–2, 8–6            |
| 1972       | Tornei di tennis femminili | Rosie Casals (2) Billie Jean King (2) | Françoise Dürr Betty Stöve               | 4–6, 6–3, 7–5       |
| 1973       | Tornei di tennis femminili | Rosie Casals (3) Billie Jean King (3) | Brenda Kirk Pat Walkden                  | 5–7, 6–0, 6–2       |
| 1974- 2024 | Non disputato              | Non disputato                         | Non disputato                            | Non disputato       |
| 2025       | WTA 500                    | Asia Muhammad Demi Schuurs            | Anna Danilina Diana Šnajder              | 7–5, 6(3)–7, [10–4] |

### Finali campionato junior
- 2007 - Uladzimir Ihnacik batte Gastão Elias
- 2006 - Iain Atkinson batte Nicolas Santos
- 2003 - Florin Mergea batte Chris Guccione
- 2002 - Alex Bogdanović  batte Dudi Sela

HSBC Junior Invitation Cup
- 2001 - Santiago González batte Andrew Banks

David Lloyd Leisure Cup
- 2000 - Lee Childs batte Arnaud Segoda
- 1999 - Jarkko Nieminen batte Lee Childs
- 1998 - Edgardo Massa batte Wei-Jen Chang

Sam Whitbread Cup
- 1997 - Nicolás Massú batte Xavier Malisse
- 1996 - Jaymon Crabb batte Arvind Parmar
- 1995 - Alejandro Hernández batte Jamie Delgado
- 1994 - Jamie Delgado batte Nicolás Lapentti
- 1993 - Neville Godwin batte David Škoch
- 1992 - Grant Doyle batte Lucas Arnold Ker
- 1991 - Leander Paes batte Nicolas Kischewitz
- 1990 - Andrew Foster batte Dirk Dier

## Record

### Singolare maschile
Plurivincitori del torneo in singolare maschile.
| Posiz. | Tennista          | Vittorie | Edizioni                     |
| ------ | ----------------- | -------- | ---------------------------- |
| 1.     | Andy Murray       | 5        | 2009, 2011, 2013, 2015, 2016 |
| 2.     | Ernest Lewis      | 4        | 1886, 1887, 1888, 1892       |
| 2.     | Harry Barlow      | 4        | 1889, 1890, 1891, 1895       |
| 2.     | Josiah Ritchie    | 4        | 1902, 1904, 1906, 1909       |
| 2.     | Anthony Wilding   | 4        | 1907, 1910, 1911, 1912       |
| 2.     | Roy Emerson       | 4        | 1963, 1964, 1965, 1966       |
| 2.     | John McEnroe      | 4        | 1979, 1980, 1981, 1984       |
| 2.     | Boris Becker      | 4        | 1985, 1987, 1988, 1996       |
| 2.     | Lleyton Hewitt    | 4        | 2000, 2001, 2002, 2006       |
| 2.     | Andy Roddick      | 4        | 2003, 2004, 2005, 2007       |
| 10.    | Herbert Lawford   | 3        | 1882, 1883, 1884             |
| 10.    | Harold Mahony     | 3        | 1894, 1896, 1899             |
| 10.    | Arthur Lowe       | 3        | 1913, 1914, 1925             |
| 10.    | Jimmy Connors     | 3        | 1972, 1982, 1983             |
| 14.    | Laurence Doherty  | 2        | 1897, 1898                   |
| 14.    | William Tilden    | 2        | 1928, 1929                   |
| 14.    | Wilmer Allison    | 2        | 1930, 1935                   |
| 14.    | Donald Budge      | 2        | 1936, 1937                   |
| 14.    | Robert Falkenburg | 2        | 1947, 1948                   |
| 14.    | Eric Sturgess     | 2        | 1948, 1951                   |
| 14.    | Lew Hoad          | 2        | 1953, 1954                   |
| 14.    | Rod Laver         | 2        | 1962, 1970                   |
| 14.    | Ivan Lendl        | 2        | 1989, 1990                   |
| 14.    | Pete Sampras      | 2        | 1995, 1999                   |
| 14.    | Marin Čilić       | 2        | 2012, 2018                   |
| 14.    | Feliciano López   | 2        | 2017, 2019                   |
| 14.    | Matteo Berrettini | 2        | 2021, 2022                   |
| 14.    | Carlos Alcaraz    | 2        | 2023, 2025                   |

Maggior numero di successi in singolare per nazionalità
| Pos. | Nazione         | Titoli | Edizioni |
| ---- | --------------- | ------ | --- |
| 1    | Regno Unito     | 37     | 1881, 1882, 1883, 1884, 1885, 1886, 1887, 1888, 1889, 1890, 1891, 1892, 1894, 1895, 1896, 1897, 1898, 1899, 1900, 1901, 1902, 1903, 1904, 1906, 1908, 1909, 1913, 1914, 1924, 1925, 1931, 1938, 2009, 2011, 2013, 2015, 2016 |
| 2    | Stati Uniti     | 36     | 1905, 1920, 1922, 1923, 1926, 1927, 1928, 1929, 1930, 1933, 1934, 1935, 1936, 1937, 1947, 1948, 1949, 1968, 1971, 1972, 1979, 1980, 1981, 1982, 1983, 1984, 1986, 1994, 1995, 1999, 2003, 2004, 2005, 2007, 2010, 2024       |
| 3    | Australia       | 26     | 1919, 1932, 1950, 1952, 1953, 1954, 1955, 1956, 1957, 1958, 1961, 1962, 1963, 1964, 1965, 1966, 1967, 1969, 1970, 1978, 1997, 1998, 2000, 2001, 2002, 2006                                                                   |
| 4    | Germania        | 6      | 1939, 1985, 1987, 1988, 1993, 1996 |
| 4    | Spagna          | 6      | 1960, 2008, 2017, 2019, 2023, 2025 |
| 6    | Nuova Zelanda   | 4      | 1907, 1910, 1911, 1912 |
| 7    | Sudafrica       | 3      | 1948, 1951, 1992 |
| 8    | Repubblica Ceca | 2      | 1989, 1990 |
| 8    | Croazia         | 2      | 2012, 2018 |
| 8    | Italia          | 2      | 2021, 2022 |
| 11   | Irlanda         | 1      | 1893 |
| 11   | Giappone        | 1      | 1921 |
| 11   | Ecuador         | 1      | 1946 |
| 11   | India           | 1      | 1959 |
| 11   | Paesi Bassi     | 1      | 1968 |
| 11   | Romania         | 1      | 1973 |
| 11   | Messico         | 1      | 1977 |
| 11   | Svezia          | 1      | 1991 |
| 11   | Bulgaria        | 1      | 2014 |